# Spelar för livet
Spelar för livet är ett musikalbum av Peps Blodsband, utgivet 1992 på Sonet Grammofon AB. Albumet är inspelat i Starec Studio i Växjö i mars och april 1992, förutom spåret "Tuff tid" som är inspelat "himma po lanned" hos Peps Persson.

## Låtlista
1. "För livet" (Peps Persson) – 4:13
2. "Nu och då" (Peps Persson) – 4:09
3. "Tuff tid" (Peps Persson) – 4:57
4. "Oh Boy!" (Peps Persson) – 4:05
5. "Höstens löv" ("Autumn Leaves": Joseph Kosma/Svensk text: Peps Persson) – 4:32
6. "Häng inte på" ("Stop Breakin' Down": Robert Johnson/Svensk text: Peps Persson) – 3:25
7. "Di fåste fjeden" (Melodi: Peps Persson/Text: Nils Ludvig Olsson, ur "Di fåste fjeden" 1921) – 4:35
8. "Du anar inte" (Peps Persson) – 3:15
9. "Tack för dansen" (Peps Persson) – 4:33
10. "Blues i bly" (Peps Persson) – 6:32

## Medverkande
Musiker
- Peps Persson – sång, gitarr, munspel, arrangemang
- Lennart Söderlund – gitarr
- Håkan Broström – saxofoner
- Bertil Strandberg – trombon
- Janne Petersson – piano, orgel, synthesizer, dragspel
- Micke Elofsson – basgitarr
- Bosse Skoglund – trummor, percussion
- Rolf Alm – kväsardragspel (på "Di fåste fjeden")
- Christian Falk – basgitarr (på "För livet")
- Robert Johnson – samplat gitarrintro (på "Häng inte på")
- Leif Ljungberg och Lave Lindholm – körsång (på "För livet")

Produktion
- Peps Persson – musikproducent, ljudmix
- Lave Lindholm – ljudtekniker
- Mårten Levin – foto